# Epic Mazur
Epic Mazur, nome d'arte di Bret Hadley Mazur (New York, 31 agosto 1970), è un cantante, rapper e produttore discografico statunitense, fondatore ed ex membro del gruppo musicale Crazy Town.

## Primi anni
Mazur è cresciuto a Brooklyn e poi si è trasferito coi genitori a Los Angeles, dove a 16 anni cominciò una propria attività musicale da disc jockey, ed assunse il soprannome di "Epic" su consiglio di un amico. Si è diplomato alla William Howard Taft High School di Los Angeles, e in seguito ha collaborato con Richard Wolf nel duo di produzione musicale Wolf & Epic, lavorando su album di Sheena Easton, Bell Biv DeVoe, Ralph Tresvant, MC Lyte ed MC Serch.

## Crazy Town
Nel 1995 fondò i Crazy Town insieme al collega Shifty Shellshock, adottando inizialmente il nome "The Brimstone Sluggers". Nei primi mesi del 1999 il gruppo assunse il nome attuale e fece entrare in formazione Rust Epique, James Bradley Jr., Doug Miller, DJ AM e Antonio Lorenzo "Trouble" Valli. A novembre pubblicarono il loro primo album in studio The Gift of Game, registrato subito dopo l'ingresso degli altri membri. Grazie al successo del singolo Butterfly, giunto alla prima posizione della classifica Billboard Hot 100, il disco vendette in patria più di un milione e mezzo di copie. Nel 2002 pubblicarono il seguito Darkhorse, ma a causa delle scarse vendite dell'album, il gruppo si sciolse pochi mesi dopo.
Nel 2007 i Crazy Town annunciarono il loro ritorno in scena, e Mazur dichiarò che il suo gruppo avrebbe pubblicato un terzo album in studio col titolo provvisorio Crazy Town Is Back, anticipato nella primavera del 2008 dal singolo Strip to This. Nonostante l'accantonamento del progetto, nel 2015 gli interpreti hanno fatto ugualmente uscire il terzo seguito The Brimstone Sluggers. Dopo un anno di silenzio, nel 2017 Mazur ha annunciato su Facebook la sua uscita dalla formazione.

## Produttore discografico
Mazur è stato uno dei produttori di un progetto collaterale dei colleghi New Edition, Bell Biv DeVoe.

## Vita privata
Il cantante e rapper ha un figlio di nome Max, nato nel 1996, ed è cugino dell'attrice Monet Mazur. È di origini ebraiche da parte di padre.